# Arquitetura da Pré-História
A arquitetura pré-histórica tem maior importância no período Neolítico, altura da construção do grande círculo de pedra  Stonehenge, no sul da Inglaterra, o mais bem preservado dentre vários monumentos megalíticos ou "de grandes pedras". A estrutura, de objetivo religioso, é inteiramente voltada para o sol.
Para eles, a "arqui-tetura" significava algo mais alto que a "tetura" convencional, ou seja, construção ou edificação. Durante o período neolítico essa situação sofreu mudanças, desenvolveram-se as primeiras formas de agricultura e consequentemente o grupo humano passou a se fixar por mais tempo em uma mesma região, mas ainda utilizavam abrigos naturais ou fabricados.